# Fritz Conijn
Fritz Gerhard Marie Conijn (Alkmaar, 27 juni 1923 - Vught, 6 september 1944) was een Nederlands verzetsstrijder tijdens de Tweede Wereldoorlog.

## Levensloop
Conijn verschafte hulp aan onderduikers. Hij was werkzaam in het NSF en de LO in Alkmaar. Vanaf 1943 was Conijn actief in de KP's van Noord-Holland en Amsterdam. Conijn nam deel aan overvallen op wapen- en bonnentransporten. Hij werd gearresteerd bij een poging om de gevangengenomen Henri Scharrer los te kopen op 29 augustus 1944 in Amsterdam. Op 6 september 1944 werd hij gefusilleerd te Vught.
Na de oorlog werd hem postuum het Verzetskruis toegekend. Zijn naam staat vermeld op de Erelijst van Gevallenen 1940-1945.

## Vernoemingen
In zijn geboorteplaats Alkmaar is de Fritz Conijnlaan naar hem genoemd. Ook in Amsterdam en Heemskerk zijn straten naar hem vernoemd.